# Leviviridae
Leviviridae — родина одноланцюгових РНК-вірусів царства Orthornavirae, єдина у ряді Levivirales та у класі Allassoviricetes. Паразитують на бактеріях Enterobacter, Caulobacter, Pseudomonas та Acinetobacter.

## Опис
Це невеликі РНК-віруси з позитивно спрямованими одноланцюговими РНК, які кодують лише чотири білки. Капсид ікосандричний або сферичний, діаметром 26 нм. Геном лінійний і несегментований розміром близько 4000 нуклеотидних основ.

## Класифікація
Родина містить 4 види у двох родах:
- Родина Leviviridae
  - Рід Allolevivirus
    - Escherichia virus FI
    - Escherichia virus Qbeta

  - Рід Levivirus
    - Escherichia virus BZ13
    - Escherichia virus MS2[en]